# Serotonina
Serotonina (5-HT, pot. hormon szczęścia) – organiczny związek chemiczny, 5-hydroksylowa pochodna tryptaminy. Należy do grupy amin biogennych, jest hormonem tkankowym i ważnym neuroprzekaźnikiem w ośrodkowym układzie nerwowym. Produkowana głównie w komórkach enterochromatofilnych w błonie śluzowej jelit (około 90% serotoniny przewodu pokarmowego) i jądrach szwu w mózgu, a także w szyszynce oraz trombocytach. Najwyższy poziom serotoniny występuje u noworodków, okresowo spada podczas dojrzewania, po czym ponownie wzrasta. U mężczyzn jest średnio o 20–30% niższy niż u kobiet.
Serotonina występuje także w niektórych roślinach (np. pokrzywa, banan).

## Biosynteza

Biosynteza i rozkład serotoniny

W organizmie powstaje na drodze enzymatycznych przemian L-tryptofanu. Odbywa się to w dwóch etapach:
1. Addycja grupy hydroksylowej do tryptofanu w obecności hydroksylazy tryptofanowej. Powstaje 5-hydroksytryptofan.
2. Dekarboksylacja powstałego 5-hydroksytryptofanu przeprowadzana przez dekarboksylazę 5-hydroksytryptofanu.

## Działanie
| Współdziałając ze swoim metabolitem – melatoniną, reguluje sen. Blokowanie jej syntezy powoduje bezsenność. Reguluje apetyt (hamuje go po spożyciu węglowodanów, zaś podwyższa po spożyciu białek) oraz temperaturę ciała, ciśnienie krwi (podwyższa) i jej krzepnięcie. Powoduje także skurcz mięśni gładkich (naczyń krwionośnych, oskrzeli, macicy i jelit). Ilość serotoniny w mózgu wpływa również na potrzeby seksualne i zachowania impulsywne. Jej niski poziom może powodować agresywność oraz zmęczenie, zwiększoną wrażliwość na ból, a także zaburzenia depresyjne. Mutacje w genie kodującym receptor serotoninowy 2A (5-HT2A) mogą dwukrotnie zwiększać ryzyko popełnienia samobójstwa u osób z takim genotypem. |

## Farmakologia
Leki wpływające na mechanizmy działania serotoniny są stosowane w lecznictwie w postaci takich grup leków jak inhibitory MAO oraz SSRI, np. fluoksetyna (Prozac). Są to leki przeciwdepresyjne działające dopiero po dłuższym czasie zażywania (od tygodnia do miesiąca). Pełne działanie terapeutyczne ukazuje się po okresie dwóch miesięcy. Mechanizm leków czy substancji psychoaktywnych wpływających na poziom serotoniny w mózgu polega zwykle na blokowaniu jej wychwytu zwrotnego. Należy uważać przy ich stosowaniu oraz łączeniu z innymi substancjami wpływającymi na ten neuroprzekaźnik (w przypadku inhibitorów MAO – można je stosować dopiero 2 tygodnie po odstawieniu leków z grupy selektywnie blokujących i na odwrót) by nie doprowadzić do zespołu serotoninowego.